# Cueta acuta
Cueta acuta är en insektsart som beskrevs av Navás 1931. Cueta acuta ingår i släktet Cueta och familjen myrlejonsländor. Inga underarter finns listade i Catalogue of Life.